# Segundo Ríos Ruiz
Segundo Ríos Ruíz ( n. 1961 ) es un botánico, y profesor español. En el pasado, ha desarrollado actividades académicas en Departamento de Biología Vegetal de la Facultad de Biología en la Universidad de Murcia.

## Algunas publicaciones

### Libros
- segundo ríos Ruiz, francisco j. alcaraz Ariza, Arturo Valdés Franzi. 2005. Vegetación de sotos y riberas de la provincia de Albacete (España). Vol. 148 de Serie I--Estudios. Edición ilustrada de Instituto de Estudios Albacetenses "Don Juan Manuel", 365 pp. ISBN 849539457X